# Burim Kukeli
Burim Kukeli, född den 16 januari 1984 i Gjakova i Kosovo, är en albansk fotbollsspelare som spelar för SC Kriens.
Kukeli debuterade för Albaniens landslag den 7 september 2012 i en 3–1-vinst över Cypern. Han var med i Albaniens trupp vid Europamästerskapet i fotboll 2016.